# محمد الشحي
محمد سعيد بن راشد الشحي، (ولد: 28 مارس 1988) .
أحد لاعبي المنتخب الإماراتي . لعب سابقًا في نادي الوحدة وأعاره الوحدة إلى نادي الظفرة عام 2016 وانتهى عقده في العام 2018 ووقع مع نادي الشارقة عام 2018 و لعب معهم موسمين و وقع مع نادي اتحاد كلباء في صيف 2020 .

## بدايته مع كرة القدم
بدأت نجوميته في رأس الخيمة حينما انظم لنادي الوحدة منذ صغره عندما كان في الصف الأول وكان مدرس التربية الرياضية في مدرسته يعمل كمدرب حراس في نادي الوحدة وطلب المدرس من اخيه الكبير الذي يلعب في نادي الوحدة حارس مرمى ان يحضره معه وذهب مع اخيه ولعب حارس مرمى ولم يكمل 3 شهور تقريباً وهو حزين طلب من مدرب الفريق ان يلعب لاعباً ولعب في الهجوم وكان مبدعاً في كل مباراه يلعبه ومن هنا انتقال بين المراحل أو الفئات السنية في النادي إلى ان وصل فريق الدرجة الأولى في النادي.
لاعب

## ابراز نجوميته
استطاع محمد الشحي من أبرز نجوميته مع منتخب الناشئين حيث لعب في بطولة كأس الخليج للناشئين 2003 واستطاع ان يسجل 6 اهداف في مباراة المنتخب ضد الكويت كما شارك في بطولة الناشئين الذي ينضمها نادي الوحدة سنوياً وفي أول مباراه في البطولة استطاع ان يسجل في مرمى اشبيلية الأسباني هدفين كما حصل على جائزة أفضل لاعب في المباراة وفي دور الاربعه من نفس البطولة استطاع ان يسجل في مرمى الرجاء البيضاوي المغربي هدف التقدم وانتهاء اللقاء بضربات جزاء ترجيحية وفاز الفريق المغربي كما أنه ساعد منتخبه وفريقه في الفوز في جميع المحافل.

## اكتشف موهبة الشحي
اكتشف موهبة الشحي المدرب المصري محمود[من؟] عندما كان يلعب في فئة 11 سنة هو الذي كان له فضل كبير في ابراز موهبته وكذلك المدرب الحالي لنادي الوحدة أحمد عبد الحليم الذي دربه في فئة 14 سنة

## كأس الخليج 2009
سجل هدف في مرمى منتخب الجزائر لكرة القدم وتم اختياره من ضمن تشكلية منتخب الخليج حسب ماذكرته وكالة الانباء رويترز.

## الانجازات
أفضل لاعب صاعد موسم 2006/2007
أفضل لاعب إاتي لموسم 2007/200

## موقع اللاعب الرسمي
- الموقع الرسمي للاعب محمد الشحي  نسخة محفوظة 21 مايو 2008 على موقع واي باك مشين.
- محمد سعيد الشحي على موقع كوورة

## روابط خارجية
- محمد الشحي على موقع الاتحاد الدولي (مؤرشف)  (الإنجليزية)
- محمد الشحي على موقع قاعدة بيانات كرة القدم.إي يو (الإنجليزية)
- محمد الشحي على موقع ناشيونال فوتبول تيمز (الإنجليزية)
- محمد الشحي على موقع كووورة